# Nereu Correia
Nereu Correia de Sousa[a] (Tubarão, 18 de julho de 1914 — Florianópolis, dezembro de 1992) foi um escritor brasileiro.
Foi secretário particular do governador Irineu Bornhausen. Foi ministro do Tribunal de Contas do Estado de Santa Catarina.
Membro da Academia Catarinense de Letras desde 1960, presidiu a entidade em 1965. Em seu livro de memórias e confissões denominado "No Tempo da Calça Curta", relata com muita propriedade o incêndio da Serra do Rio do Rastro em 1952. Não houve quem pudesse conter a fúria das chamas. Do campo o fogo desceu para a montanha, lambendo-a em poucas semanas.  
Foi sepultado no Cemitério Jardim da Paz de Florianópolis.

## Publicações
- Perfis e retratos em vários tons. Florianópolis : Editora da UFSC, 1986.
- CORRÊA, Nereu. “O Panorama atual de Literatura catarinense.” Revista Província de São Pedro nº13 Porto Alegre: Editora Globo, 1949. pp. 28-35.